# Catedral de Auxerre
La catedral de Auxerre (en francés: Cathédrale Saint-Étienne d'Auxerre) ubicada en Auxerre, Borgoña, Francia, es conocida por sus amplias vidrieras.
La mayor parte de la catedral gótica borgoñona fue construida entre 1215–1233, sobre una cripta del siglo XI, pero la construcción continuó hasta los años 1540, cuando la cúpula de estilo renacentista que toma el lugar de una aguja sobre la torre acabada fue acabado. La primera campaña de construcción erigió el chevet en el extremo oriental litúrgico, seguido más tarde en el siglo por una nueva fachada y las bases de nuevas torres en el extremo occidental, aún único al extremo del ábside por la nace de la antigua catedral. La construcción sobre la nave y el transepto continuó lentamente a lo largo de los siglos XIV y XV.

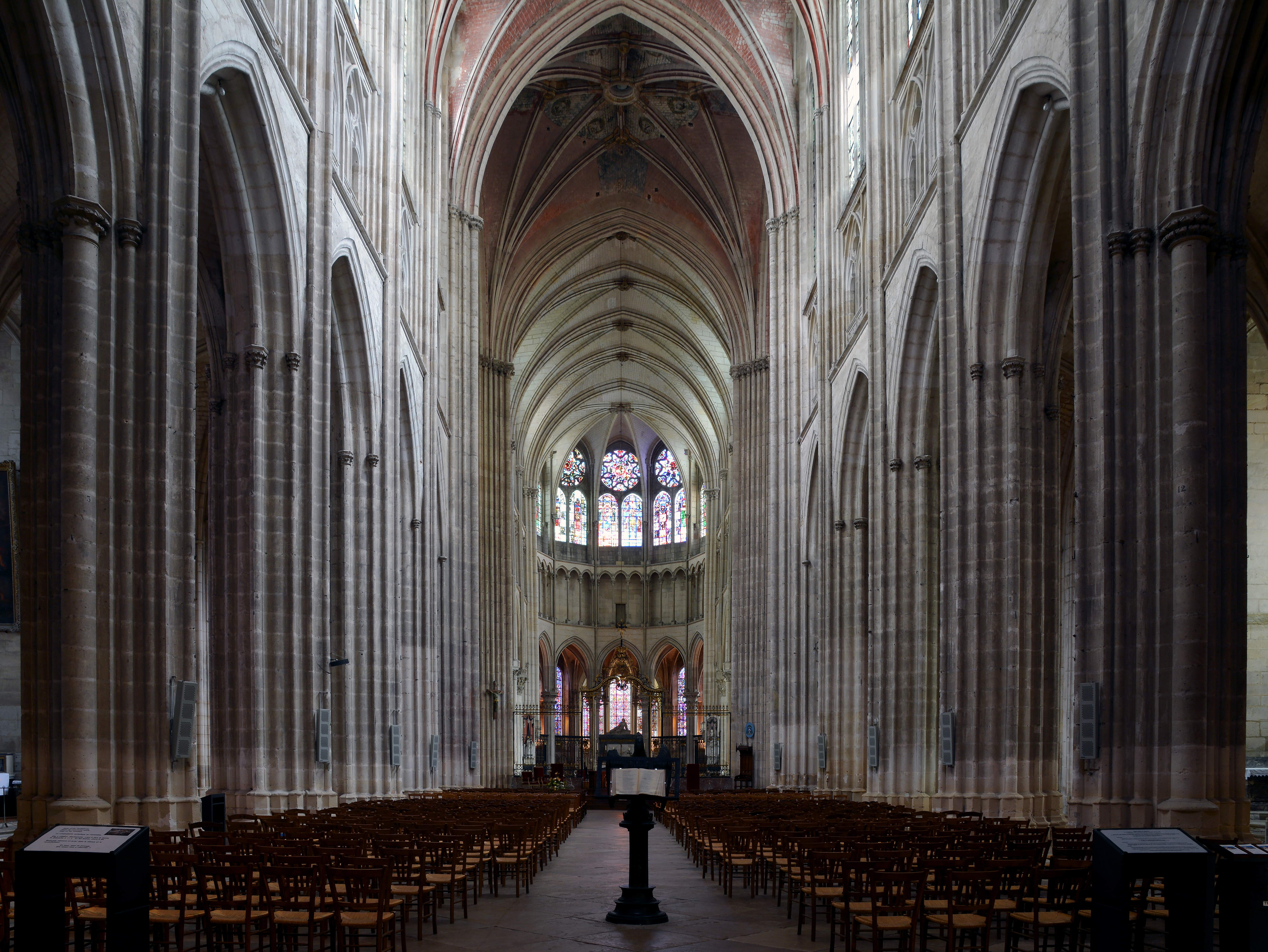
La nave de la catedral de Auxerre.

El programa escultórico narrativo de los portales en la fachada oeste destacan por su extensión y variedad.
Guillaume de Seignelay, obispo de Auxerre decidió emprender la reconstrucción de un edificio más antiguo de alrededor del año 1215, a la que él estableció un ejemplo contribuyendo él intensa y consistentemente con sus propios recursos, e incluso legó fondos después de que lo transfirieran a la sede de París en 1220. La cabecera (el chevet) la acabó su sucesor, Henri de Villeneuve (1220-34); dejó mil livres para el proyecto, pero la construcción fue ralentizándose después de su muerte, dificultada por una escasez de fondos.
Se le proporcionó estímulos alrededor del año 1270 por Jean de Chalons-Rochefort, quien se había convertido recientemente en Conde de Auxerre, habiendo apoyado al Duque de Borgoña contra su propio hermano, al casarse con Alix, la heredera de Auxerre. Era el mayor terrateniente del Ducado y conmemoró el nuevo estatus de su feudo de Auxerre enriqueciendo el frente de su principal ornamento, la catedral, cuya nave carolingia había sido alzada por su antecesor Hugo de Chalons, obispo de Auxerre del siglo X. Su programa de escultura fue llevada a cabo mucho después de su muerte y terminada a principios del siglo XV.

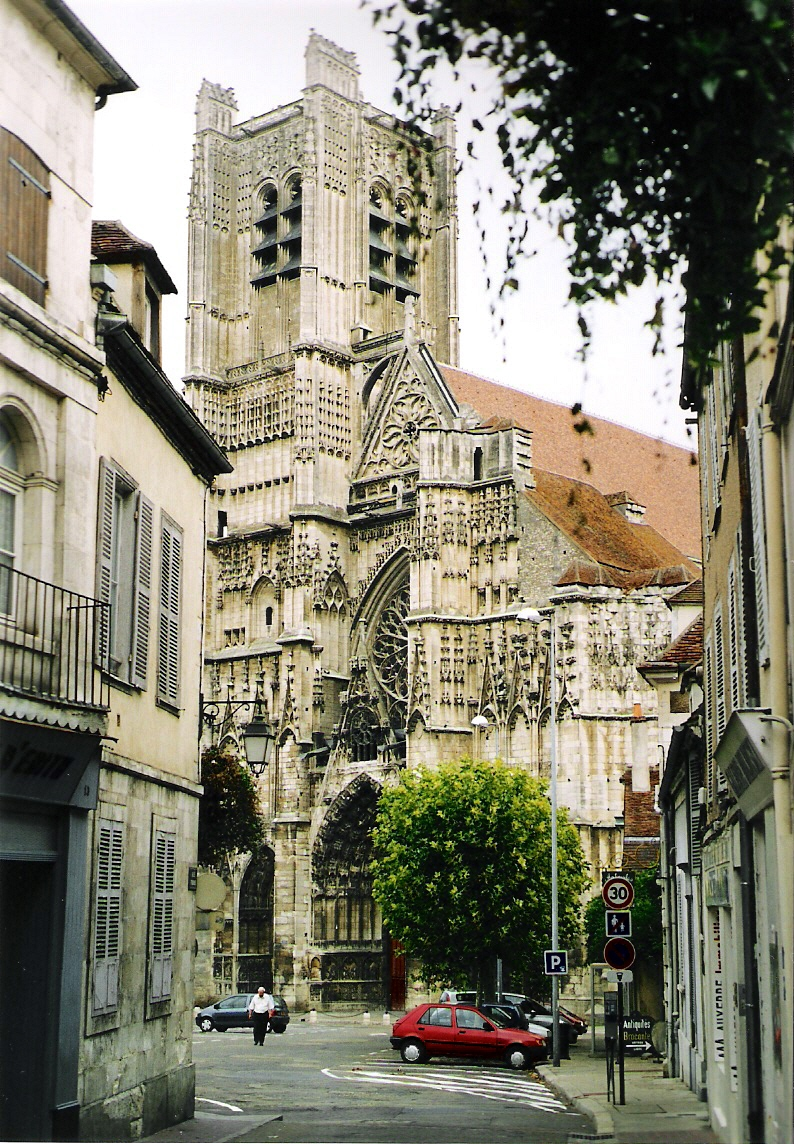
La fachada oeste y la torre occidental inacabada.

## La diócesis
Auxerre fue anteriormente una importante diócesis en la Galia, con un obispo ya en el siglo III; la diócesis fue suprimida en 1821. Un concilio celebrado en Auxerre en 585 (o 578) bajo el obispo Ancario formuló cuarenta y cinco cánones, íntimamente relacionado en su contexto con los cánones del primer y segundo concilios de Lyon y el Concilio de Mâcon, contemporáneos. «Son importantes porque ilustran la vida y el estilo de las recientemente convertidas tribus teutónicas y los galorromanos de la época», afirma la Catholic Encyclopedia. Muchos de los decretos se dirigieron en contra de los restos del paganismo y costumbres no cristianas; otros testimoniaron la persistencia a principios de la Edad Media en Francia de ciertas costumbres cristianas antiguas. Los cánones del concilio de 695 o 697 se vieron preocupados principalmente con el Oficio divino y las ceremonias eclesiásticas.
Véase también:
- San Germán de Auxerre, obispo de Auxerre (murió en 448)
- Desiderio de Auxerre, obispo, murió en 621)
- Remigio de Auxerre, teólogo y maestro (murió en 908)
- Guillermo de Auxerre, teólogo